# Movimiento de Izquierda Revolucionaria
För andra betydelser, se Mir (olika betydelser).

MIR:s flagga

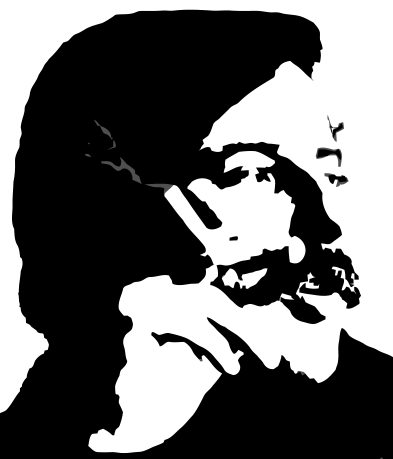
Miguel Enríquez, partiets grundare,.

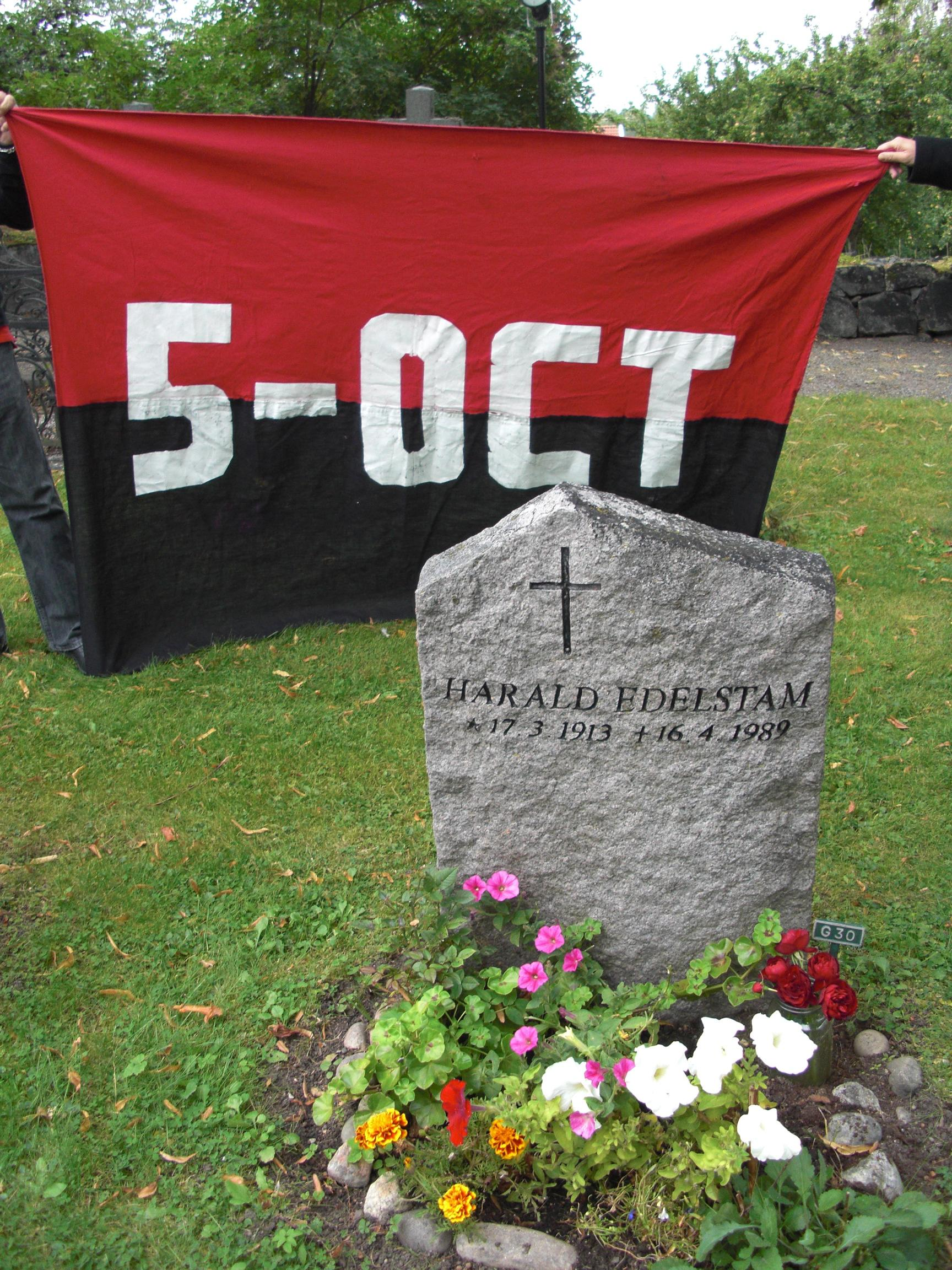
En svensk MIR-flagga vid Harald Edelstams grav vid Ekerö kyrka, 11 september 2010, vid firandet av hans insatser för att rädda folk vid militärkuppen i Chile 1973.

Movimiento de Izquierda Revolucionaria, mer känt som MIR, är ett politiskt parti i Chile med marxist-leninistisk ideologi. MIR grundades 15 augusti 1965. 
1969 gjorde 4 militanta Mirister en attack i Concepción, utan ledarnas vetskap. Denna attack använde det då Kristna demokratiska partiet till att förbjuda MIR, och förfölja dess ledare.
Många blev fängslade och torterade, och MIR omorganiserade sig i celler.
MIR stödde president Salvador Allende under makten, och blev hårt ansatta efter militärkuppen 1973. Många av dess anhängare blev torterade och avrättade; en av dem var generalsekreteraren Miguel Enríquez Espinoza som mördades 5 oktober 1974 av DINA. 
Svensken Svante Grände, även kallad el Comandante Julio, anslöt sig efter militärkuppen för en kort tid till rörelsen, men tvingades fly över gränsen till Argentina med en grupp. Grände fortsatte kampen där tills han sköts ihjäl 14 oktober 1975.